# كهف جوانغميونغ
كهف جوانغميونغ (هانغل: 광명동굴) هي منطقة جذب سياحي في جوانغميونغ، غيونغي، كوريا الجنوبية. تقع في أقصى الضواحي الجنوبية الغربية لسول.